# پل بریده (لردگان)
پل بریده روستایی از توابع بخش منج شهرستان لردگان در استان چهارمحال و بختیاری ایران است.

## مردم
ساکنین این روستا بختیاری و لر زبان هستند که خود را از طایفه طهماسبی از ایل جلیل معرفی میکنند و پیوند نزدیکی با دیگر روستاهای منطقه درازرود دارند

## جمعیت
این روستا در دهستان منج قرار دارد و براساس سرشماری مرکز آمار ایران در سال ۱۳95، جمعیت آن 1112 نفر (304خانوار) 555 نفر مرد و 557 زن بوده‌است.